# 涅季利西卡
49°37′32″N 24°29′32″E / 49.62556°N 24.49222°E
涅季利西卡（烏克蘭語：Неділиська），是烏克蘭西部的村莊，隸屬利維夫州的利維夫區。該村面積1.58平方公里，海拔高度343米，2001年人口275，人口密度每平方公里174.05人。